# Vicente Huerta
Vicente Enrique Huerta Celis (Santiago, 15 de diciembre de 1913-ibídem, 8 de noviembre de 2008) fue un policía y político chileno. Se desempeñó como general director de Carabineros de Chile entre 1964 y 1970. Luego, ejerció como senador institucional durante el periodo legislativo 1990-1998.

## Familia y estudios
Nació en Santiago de Chile, el 15 de diciembre de 1913; hijo de Enrique Huerta y Berta Celis. Realizó sus estudios primarios y secundarios en el Colegio de los Hermanos Maristas de Quillota, Viña del Mar y Valparaíso.
Se casó en 1948 con Patricia Leighton Kirkwood, con quien tuvo cuatro hijas: María Alejandra, Patricia Beatriz, Susana Angélica y Ximena.

## Carrera policial
En 1935 ingresó a la Escuela de Carabineros, siendo compañero del jinete Óscar Cristi. Su primera destinación se produjo en 1936, a la Prefectura General de Santiago.
En 1943 fue ascendido al grado de instructor de equitación y ejerció como piloto privado de aviación. Por otra parte, se desempeñó como profesor en la Escuela de Carabineros en materias como conocimiento de armas, mecánica de automóviles, escuela de mandos, técnica policial y psicología de mando.
Luego, fue nombrado como subdirector del Instituto Superior de Carabineros (actual Academia de Ciencias Policiales), graduándose en 1954. Al año siguiente, fue destinado como comisario en la 12.ª comisaría de San Miguel y en abril del mismo se le nombró como jefe de grupo de la Escuela de Suboficiales de la institución.
A continuación, fue nombrado como prefecto subrogante de Antofagasta entre 1961 y 1964, año en el que se le trasladó a la Plana Mayor de la Zona de Inspección Norte y ascendió al grado de general. El mismo año fue nombrado por el presidente de la República Eduardo Frei Montalva, como general director de Carabineros, cargo que ocupó hasta su retiro voluntario de la institución en noviembre de 1970.
En 1971 fue contratado como profesor de criminología en la Universidad de California. Retornó a Chile en octubre de 1973, a un mes de haber ocurrido el golpe de Estado. En 1976 en su calidad de ex director general de Carabineros, se incorporó al Consejo de Estado presidido por la Junta Militar de Gobierno.

### Historial militar
Su historial de ascensos en Carabineros de Chile fue el siguiente:
- 1935: Aspirante a oficial
- 1937: Subteniente
- 1942: Teniente
- 1947: Capitán
- 1952: Mayor
- 1957: Teniente coronel
- 1962: Coronel
- 1964: General subinspector
- 1964: General inspector
- 1964: General director

## Carrera política
El 19 de diciembre de 1989, fue designado por el Consejo de Seguridad Nacional (Cosena), en conformidad a lo dispuesto por la Constitución de 1980, como senador institucional para el período legislativo 1990-1998. Durante el ejercicio de su cargo integró las comisiones de Gobierno, Descentralización y Regionalización; y de Medio Ambiente y Bienes Nacionales.
Entre otras actividades, escribió algunos manuales de estudios en temas relacionados con su especialidad, que han sido considerados como textos obligatorios, en la Escuela de Carabineros.
Falleció el 8 de noviembre de 2008 en el Hospital Dipreca a causa de una falla multiorgánica.